# Nombre tétraédrique centré
Un nombre tétraédrique centré est un nombre figuré polyédrique centré comptant des points répartis dans un tétraèdre par couches successives à partir du centre.
Avec {\displaystyle n} points dans chaque arête du tétraèdre, le nombre tétraédrique centré (à faces non centrées) est donné par la formule ,:
{\displaystyle TC_{n}={\frac {1}{3}}(2n-1)(n^{2}-n+3)={\binom {n+3}{4}}-{\binom {n-1}{4}}}.
Les premiers de ces nombres sont  1, 5, 15, 35, 69, 121, 195, 295, 425, 589, 791, ... (suite A005894 de l'OEIS).
Par exemple, {\displaystyle TC_{2}=5} car il y a 4 points sur les sommets et 1 au centre du tétraèdre.

## Obtention de ce nombre
Le tétraèdre ayant 4 faces, 6 arêtes et 4 sommets, la couche tétraédrique ajoutée à l'étape {\displaystyle n} possède {\displaystyle 4(P_{3,n}-3(n-1))} points correspondants aux intérieurs des faces ( {\displaystyle P_{3,n}} est le nombre triangulaire non centré avec {\displaystyle n} points sur chaque côté), plus {\displaystyle 6(n-2)} points situés à l'intérieur des arêtes, plus 4 points situés aux sommets. On a donc {\displaystyle TC_{n}-TC_{n-1}=4\left({\frac {n^{2}+n}{2}}-3(n-1)\right)+6(n-2)+4=2((n-1)^{2}+1)}.
Partant de {\displaystyle TC_{1}=1}, on obtient {\displaystyle TC_{n}=1+2\sum _{k=2}^{n}((k-1)^{2}+1)={\frac {1}{3}}(2n-1)(n^{2}-n+3)}.

## Avec des faces centrées

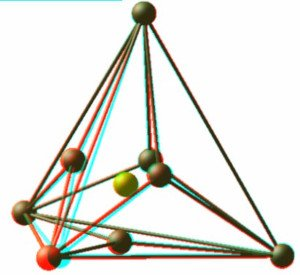
Deuxième nombre tétraédrique centré à faces centrées. Anaglyphe à regarder avec des lunettes rouge et cyan.

Si on ajoute à l'étape {\displaystyle n} des faces centrées, il faut remplacer {\displaystyle 4(P_{3,n}-3(n-1))} par {\displaystyle 4C_{3,n-1}} où {\displaystyle C_{3,n-1}} est le nombre triangulaire centré d'ordre {\displaystyle n-1} et l'on obtient {\displaystyle TC'_{n}-TC'_{n-1}=4\left({\frac {3(n-1)^{2}-3(n-1)+2}{2}}\right)+6(n-2)+4=2(3(n-1)^{2}+1)}.
Partant de {\displaystyle TC'_{1}=1}, on obtient {\displaystyle TC'_{n}=1+2\sum _{k=2}^{n}(3(k-1)^{2}+1)=(2n-1)(n^{2}-n+1)}.
Les premiers de ces nombres sont 1, 9, 35, 91, 189, 341, 559, 855, 1241, 1729, 2331, ... (suite A005898 de l'OEIS), qui sont aussi les nombres cubiques centrés (à faces non centrées).
Par exemple, {\displaystyle TC'_{2}=9} car il y a 4 points sur les sommets, 4 au centre de chaque face et 1 au centre du tétraèdre.

## Nombre pyramidal triangulaire centré?
Bien que le tétraèdre soit un cas particulier de pyramide, les nombres tétraédriques centrés (dans les deux acceptions ci-dessus) ne sont pas égaux aux nombres pyramidaux triangulaires centrés, comptant des points répartis autour d'un axe et non du centre.
Ces derniers sont les sommes pour {\displaystyle i} allant de 1 à {\displaystyle n} des nombres triangulaires centrés {\displaystyle C_{3,i}}, de résultat : {\displaystyle PC_{3,n}={\frac {1}{2}}n(n^{2}+1)}.